# Windows Genuine Advantage
Windows Genuine Advantage (WGA, в версии для Windows 7 — Windows Activation Technologies, WAT) — это технология корпорации Microsoft, требующая от пользователей операционной системы Windows подтвердить подлинность их копий программного обеспечения (к примеру, Windows, Microsoft Office) для получения доступа к некоторым службам (например, Центр обновления Windows) и возможности использования большого количества бесплатных программ и инструментов с Microsoft Download Center. С июля 2006 года использование Windows Genuine Advantage является обязательным для получения доступа к указанным службам. Корпорация Microsoft подверглась критике за то, что выдавала обновление, содержащее WGA, за критически важное, когда на самом деле оно содержит многие признаки вируса разновидности «бомба с часовым механизмом» и шпионского программного обеспечения (Spyware).

## Windows Genuine Advantage Notifications
Windows Genuine Advantage Notifications — программа, устанавливаемая через Windows Update (KB905474). В большинстве случаев обновление устанавливается в тихом режиме, без демонстрации лицензионного соглашения, хотя в соответствующей статье базы знаний Microsoft утверждается обратное. После его установки и обнаружении пиратской ОС, при каждом включении ПК всплывает предложение устранить проблему отсутствия лицензии на ОС. Удалить WGA Notifications стандартными средствами Windows XP невозможно. Однако в базе знаний Microsoft опубликована инструкция по удалению испытательной версии WGA Notifications, которую можно использовать и для удаления текущей версии программы. Для полного отключения уведомлений достаточно выполнить только последний пункт этой инструкции, удалив перечисленные там подразделы реестра Windows. Технически программа реализована в виде библиотеки для Winlogon.exe — «WgaLogon.dll» и исполняемого файла «WgaTray.exe». По утверждению корпорации Microsoft, в процессе проверки легальности копии Windows на компьютере не производится сбора личной информации, в том числе — контактных данных. Перечень собираемой информации приводится в заявлении о конфиденциальности Microsoft Genuine Advantage.